# Alessandro di Villedieu

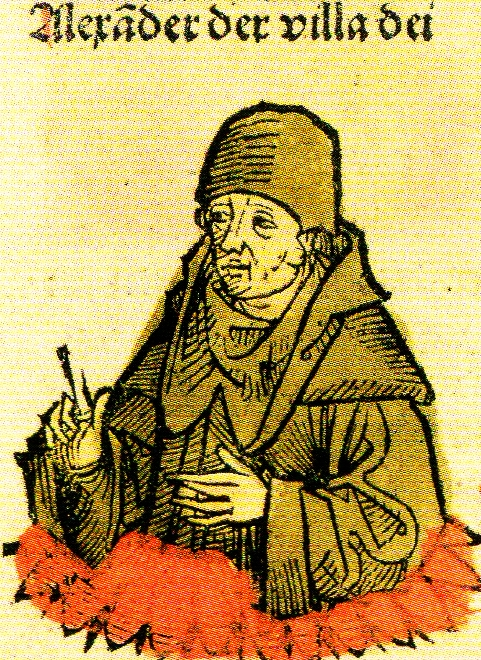
Illustrazione di Alexander der Villa Dei dalle Cronache di Norimberga

Alessandro di Villedieu (noto anche come Alexander de Villedieu, Alexander de Villa Dei, Alexandre de Dol, Alexander Dolensis) (Villedieu-les-Poêles, 1175 – 1240) è stato un letterato e matematico francese.

## Biografia
Monaco francescano, scrisse diverse opere didattiche su grammatica e matematica. Fra queste si possono citare Doctrinale Puerorum, un trattato sulla grammatica scritto in latino e che costituì un testo di riferimento per almeno due secoli, e Carmen de Algorismo, un testo sulla matematica ampiamente utilizzato all'epoca.